# Friend of a Friend (Lake Malawi)
Friend of a Friend is een nummer van de Tsjechische band Lake Malawi. Het was de inzending van Tsjechië voor het Eurovisiesongfestival 2019.

## Achtergrond
Albert Černý, de leadzanger van Lake Malawi, vertelde dat het nummer gaat over vriendschap en dat 'het genoeg is om drie of vier vrienden te hebben'. Op die manier kan volgens hem de hele wereld bereikt worden, omdat elke vriend wel iemand anders kent en diegene weer iemand anders. Daarnaast zei Černý dat het nummer ook gaat over 'alle mensen die we tegenkomen in ons leven en niet meer in contact mee zijn'.

## Op het Eurovisiesongfestival
Friend of a Friend werd uitgevoerd door Lake Malawi op het Eurovisiesongfestival 2019 in Tel Aviv. De band speelde het in de eerste halve finale en kwalificeerde zich daar voor de finale, waarin het eindigde op de elfde plaats.